# Cymatozus marginatus
Cymatozus marginatus är en tvåvingeart som beskrevs av Friedrich Georg Hendel 1909. Cymatozus marginatus ingår i släktet Cymatozus och familjen fläckflugor.
Artens utbredningsområde är Peru. Inga underarter finns listade i Catalogue of Life.